# نقطة تفتيش تشارلي
نقطة تفتيش تشارلي (أو «نقطة تفتيش سي») هو الاسم الذي أطلقه الحلفاء الغربيون على نقطة عبور جدار برلين المشهورة بين برلين الشرقية وبرلين الغربية خلال الحرب الباردة (1947-1991).
أثار زعيم ألمانيا الشرقية والتر أولبريخت للحصول على إذن من الاتحاد السوفيتي لبناء جدار برلين في عام 1961 لوقف الهجرة والانشقاق غربًا عبر نظام الحدود، ومنع الهروب عبر حدود قطاع المدينة من برلين الشرقية إلى برلين الغربية. أصبحت نقطة تفتيش تشارلي رمزا للحرب الباردة، التي تمثل فصل الشرق والغرب. واجهت الدبابات السوفيتية والأمريكية لفترة وجيزة بعضها البعض في الموقع خلال أزمة برلين عام 1961.
بعد تفكك الكتلة الشرقية وإعادة توحيد ألمانيا، أصبح المبنى في نقطة تفتيش تشارلي نقطة جذب سياحية. يقع الآن في متحف الحلفاء في حي Dahlem في برلين.

## خلفية

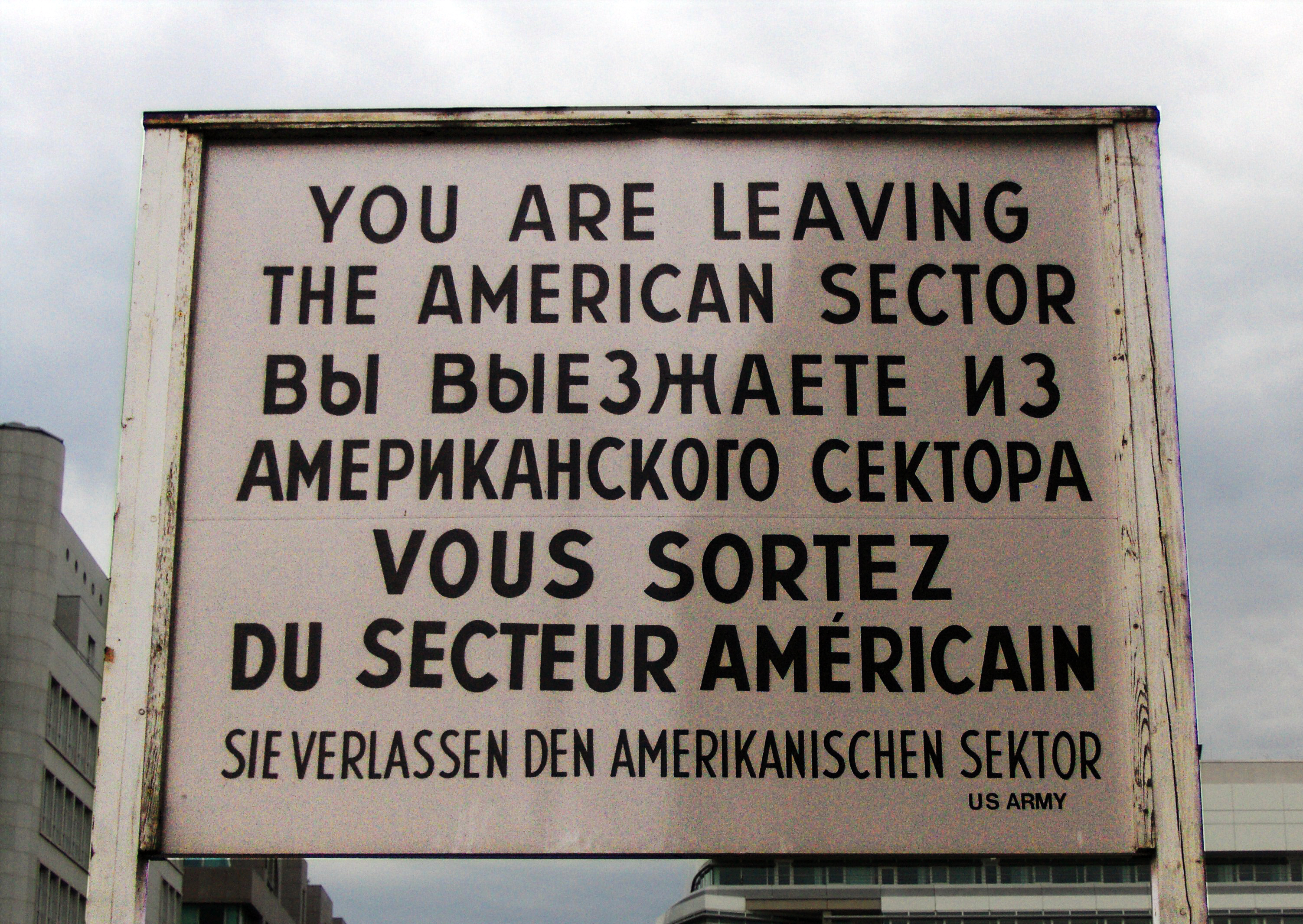
نسخة طبق الأصل من العلامة الشهيرة على حدود برلين الشرقية السابقة

### قيود الهجر، الحدود الألمانية الداخلية وبرلين
بحلول أوائل الخمسينيات من القرن الماضي، كانت الطريقة السوفيتية لتقييد الهجرة تحاكي معظم بقية الكتلة الشرقية، بما في ذلك ألمانيا الشرقية. ومع ذلك، في ألمانيا المحتلة، حتى عام 1952، ظلت الخطوط الفاصلة بين ألمانيا الشرقية والمناطق الغربية المحتلة يسهل عبورها في معظم الأماكن. في وقت لاحق، تم إغلاق الحدود الألمانية الداخلية بين الدولتين الألمانيتين وشيد سياج من الأسلاك الشائكة.
حتى بعد إغلاق الحدود الألمانية الداخلية رسمياً في عام 1952،  بقيت حدود قطاع المدينة الواقعة بين برلين الشرقية وبرلين الغربية أكثر سهولة من باقي الحدود لأنها كانت تديرها جميع القوى المحتلة الأربع. تبعا لذلك، أصبحت برلين الطريق الرئيسي الذي غادر به الألمان الشرقيون إلى الغرب. ومن هنا كانت حدود قطاع برلين «ثغرة» من خلالها لا يزال بإمكان مواطني الكتلة الشرقية الهروب.
بلغ عدد الألمان الشرقيين الذين غادروا البلاد عام 1961 والبالغ عددهم 3.5 مليون نسمة حوالي 20٪ من مجموع سكان ألمانيا الشرقية. يميل المهاجرون إلى أن يكونوا شبابًا ومتعلمين جيدًا. كانت الخسارة كبيرة بشكل غير متناسب بين المهنيين   - المهندسين والفنيين والأطباء والمدرسين والمحامين والعمال المهرة.

### تشييد جدار برلين
أصبحت هجرة الأدمغة مضرة جدًا بالمصداقية السياسية والحيوية الاقتصادية لألمانيا الشرقية إلى درجة أن إعادة تأمين الحدود الإمبراطورية السوفياتية كانت ضرورية. بين عامي 1949 و1961، فر أكثر من مليوني ألماني ألماني إلى الغرب. ازدادت الأعداد خلال السنوات الثلاث التي سبقت إقامة حائط برلين، مع 144000 في عام 1959، و199000 في عام 1960 و207000 في الأشهر السبعة الأولى من عام 1961 وحده. عانى الاقتصاد الألماني الشرقي وفقًا لذلك.

في 13 أغسطس 1961، قام الألمان الشرقيون بتشييد حاجز من الأسلاك الشائكة سيصبح حائط برلين الذي يفصل برلين الشرقية والغربية. بعد يومين، بدأ مهندسو الشرطة والجيش في بناء جدار خرساني أكثر ديمومة. إلى جانب الجدار، أصبحت حدود المنطقة التي يبلغ طولها 830 ميلًا عرضًا 3.5 ميلًا على جانبها من ألمانيا الشرقية في بعض أجزاء ألمانيا مع سياج شبكي فولاذي طويل يمتد على طول «قطاع موت» تحده الألغام، فضلاً عن قنوات من الأرض المحروثة، لإبطاء الهاربين والكشف بسهولة آثار أقدامهم. 

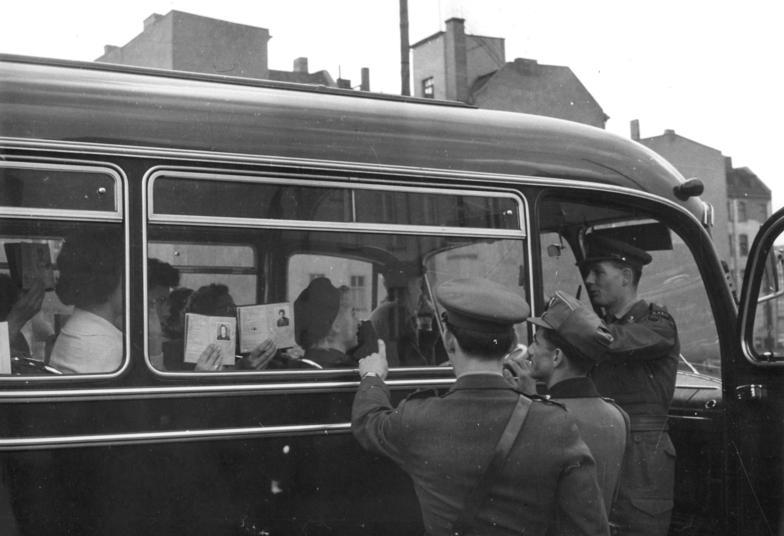
يقوم حراس ألمانيا الشرقية بفحص تصاريح ركاب الحافلة الذين يعبرون نقطة التفتيش في أكتوبر ، بعد بناء الجدار مباشرة في 13 أغسطس 1961
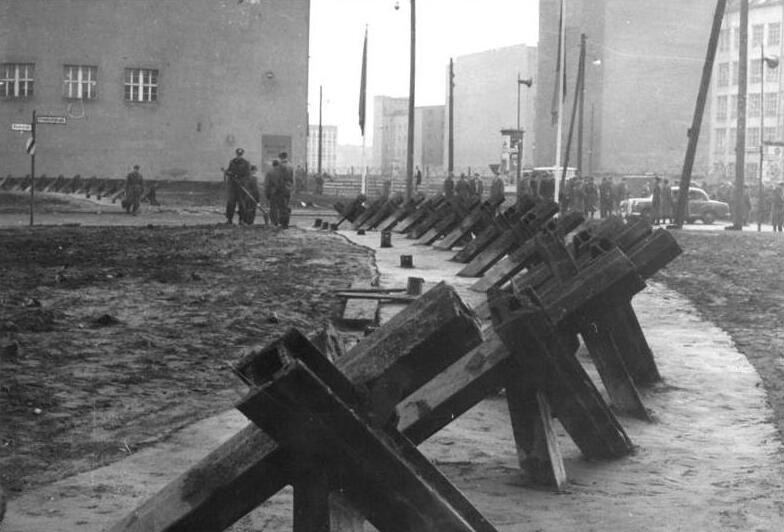
القنافذ التشيكية فقط داخل برلين الشرقية
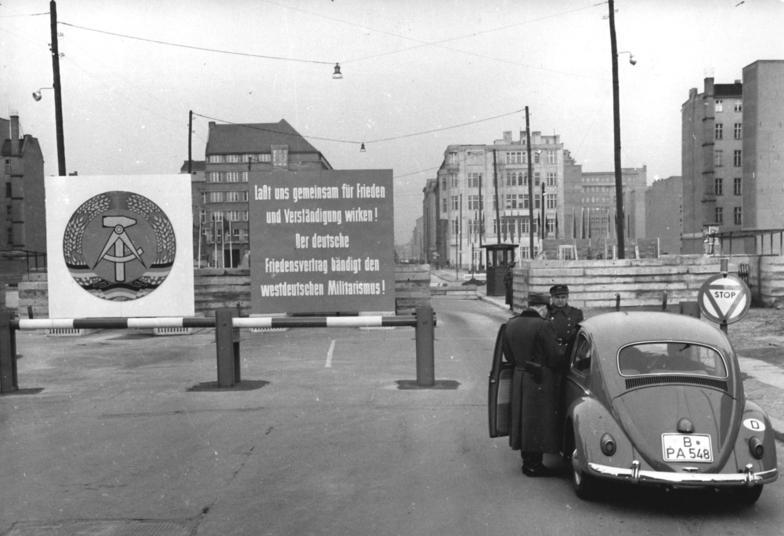
الشيكات من قبل حراس ألمانيا الشرقية
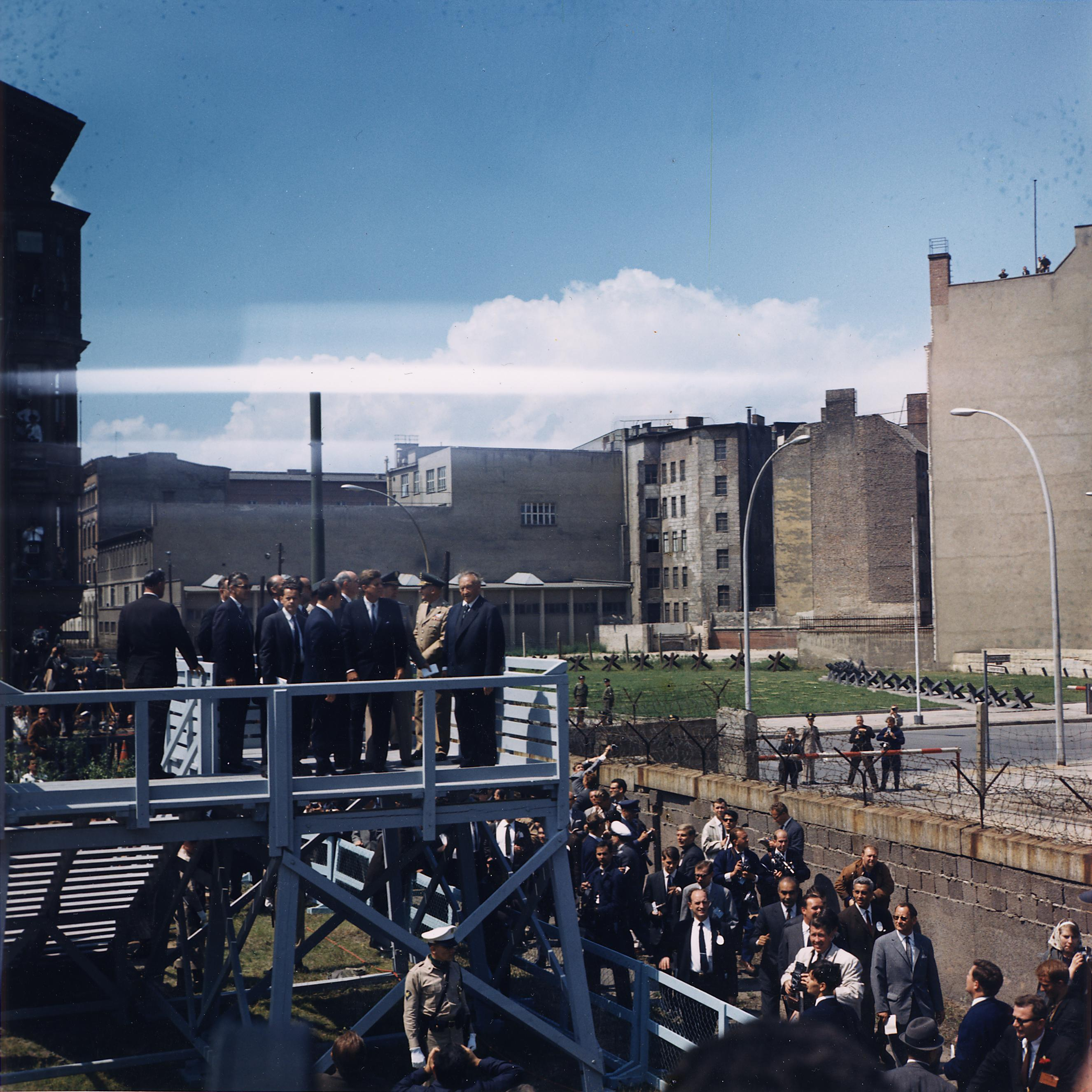
الرئيس الأمريكي جون إف كينيدي في نقطة تفتيش تشارلي في عام 1963
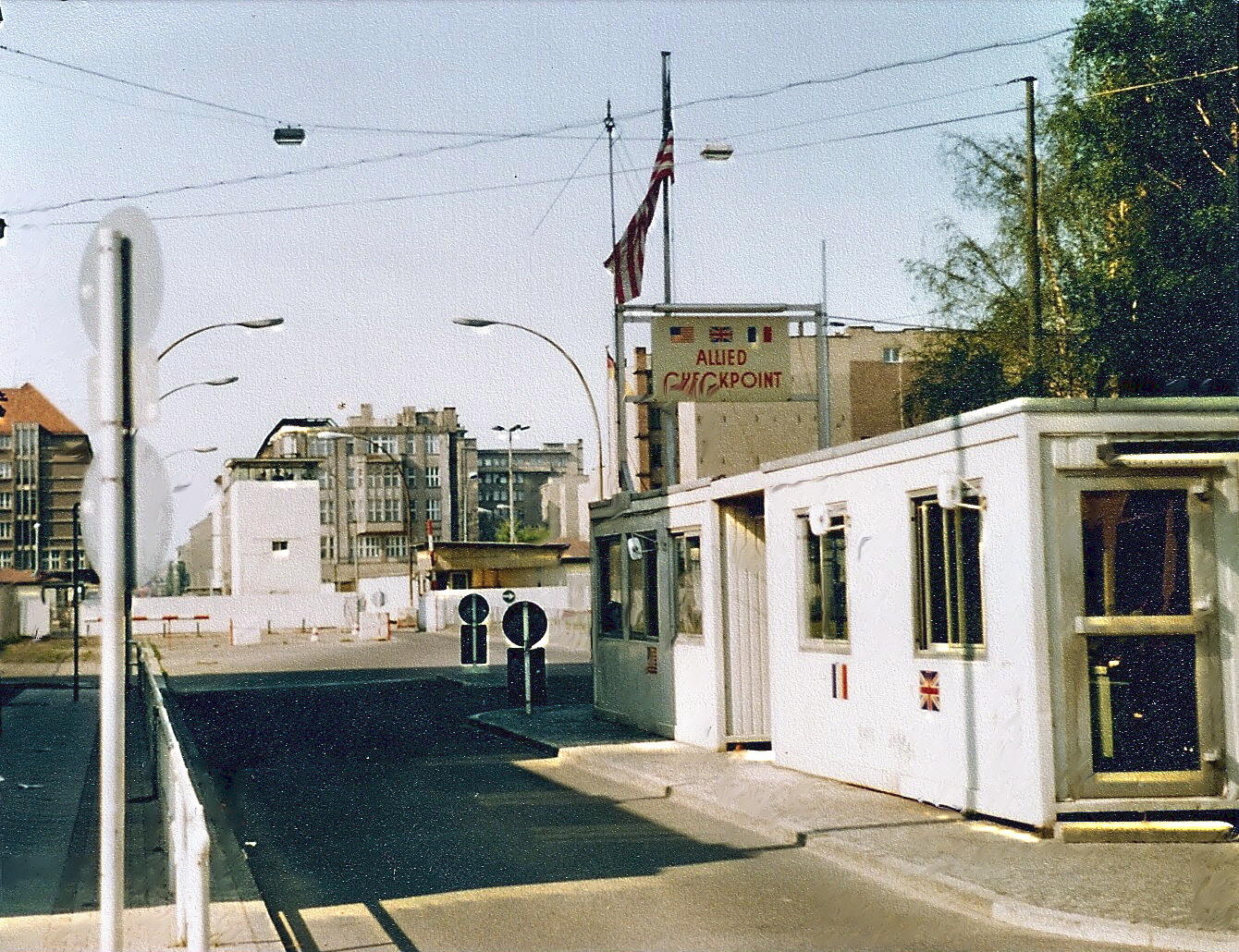
الحواجز الغربية (الأمامية) والشرقية (الخلفية) ، مع برج المراقبة الشهير الأخير ، الذي تم هدمه في عام 2000

## نقطة تفتيش

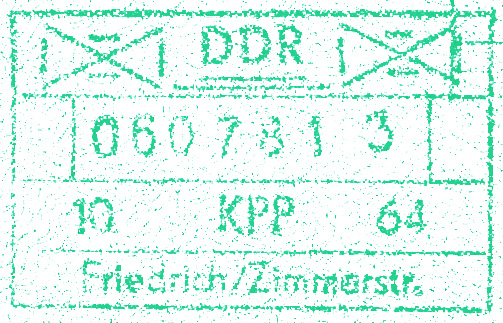
يتم تطبيق ختم القبول على جواز سفر عند معبر فريدريش / زيمر شتراسه الألماني (DDR) عند نقطة تفتيش تشارلي. (1964)

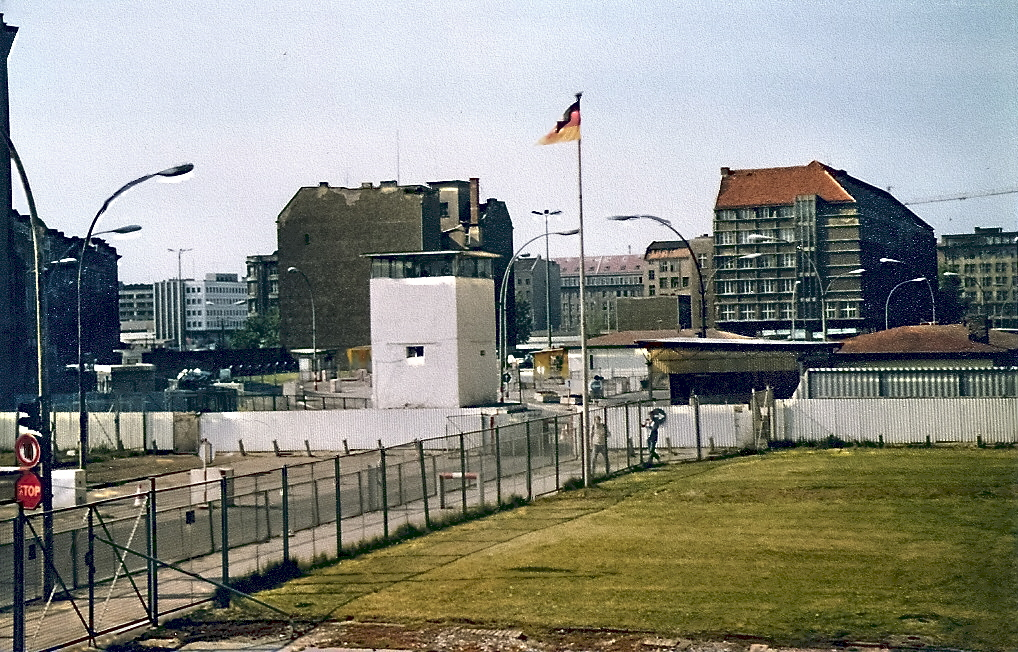
المنطقة السوفيتية من نقطة مراقبة نقطة تفتيش تشارلي، 1982

## الحوادث ذات الصلة

### المواجهة بين الدبابات السوفيتية والأمريكية في أكتوبر 1961

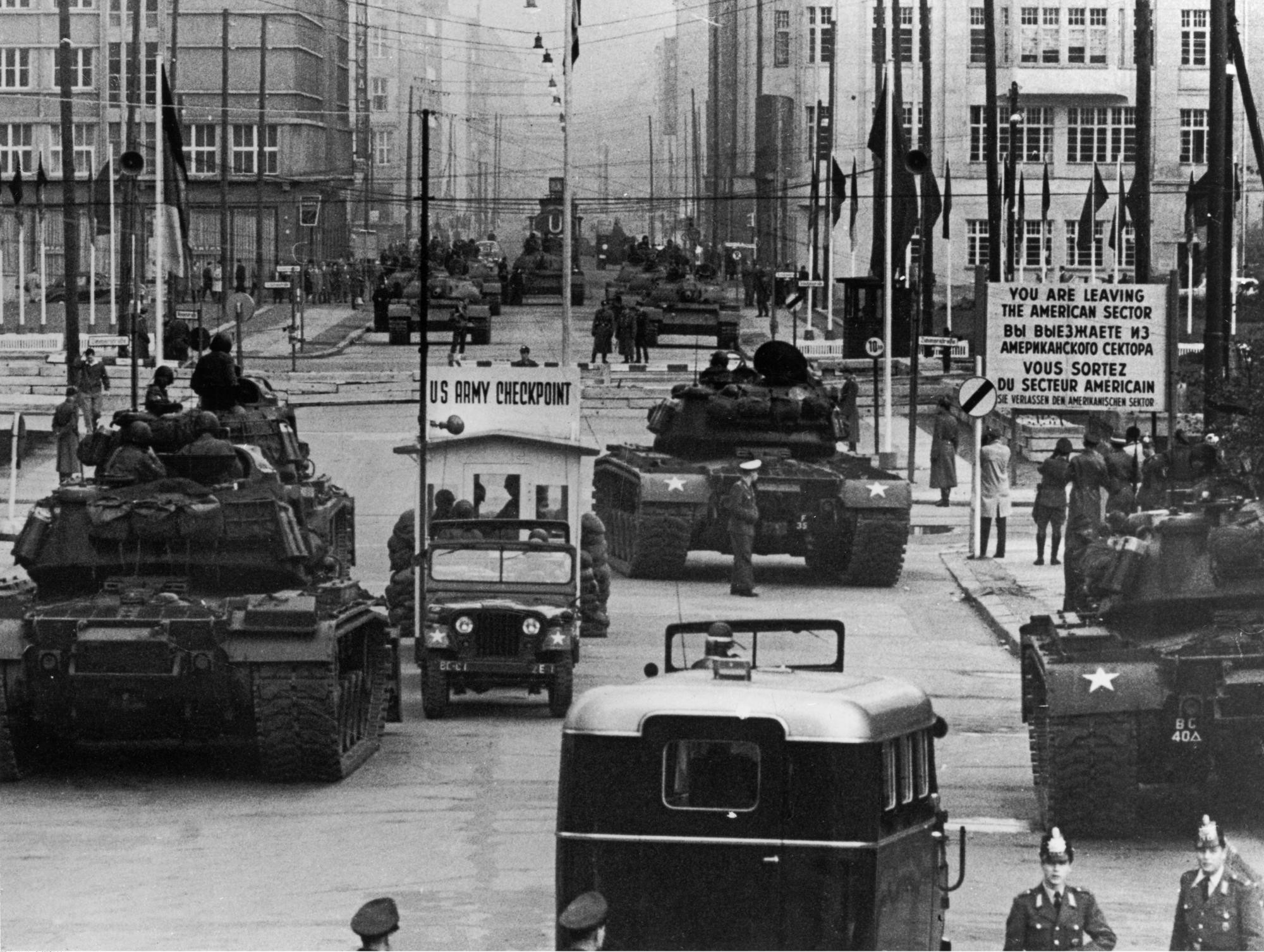
دبابات إم-48 باتون الأمريكية تواجه دبابات تي 55 السوفيتية عند نقطة تفتيش تشارلي في أكتوبر 1961.

بعد فترة وجيزة من بناء جدار برلين في أغسطس 1961، وقعت مواجهة بين الدبابات الأمريكية والسوفيتية على جانبي نقطة تفتيش تشارلي. بدأ الأمر في 22 أكتوبر كخلاف حول ما إذا كان حرس الحدود من ألمانيا الشرقية مفوضًا بفحص وثائق سفر دبلوماسي أمريكي مقره في برلين الغربية يدعى ألان لايتنر متجهًا إلى برلين الشرقية لمشاهدة عرض للأوبرا هناك، بما أنه وفقًا للاتفاق بين جميع القوى الأربعة الحليفة التي احتلت ألمانيا، كان يجب أن تكون هناك حرية حركة لقوات الحلفاء في برلين، وأنه لا يوجد أي قوات عسكرية ألمانية من ألمانيا الغربية أو ألمانيا الشرقية كان مقرها في المدينة، وعلاوة على ذلك لم تعترف الولايات المتحدة الأمريكية (مبدئيًا) بالدولة الألمانية الشرقية وحقها في البقاء في عاصمة برلين الشرقية المعلنة. بدلاً من ذلك، لم يعترف الأمريكيون إلا بسلطة السوفييت على برلين الشرقية بدلاً من حلفائهم الألمان الشرقيين. بحلول 27 أكتوبر، كانت عشر دبابات سوفيتية وعدد متساوٍ من الدبابات الأمريكية تقف على بعد 100 ياردة على جانبي نقطة التفتيش. انتهت هذه المواجهة بسلام في 28 أكتوبر بعد تفاهم بين الولايات المتحدة والاتحاد السوفيتي لسحب الدبابات وتخفيف حدة التوتر. لعبت المناقشات بين المدعي العام الأمريكي روبرت ف. كينيدي وجاسوس المخابرات الروسيةجورجي بولشاكوف دورًا حيويًا في تحقيق هذا الاتفاق الضمني.

### هروب مبكر
تم تشييد جدار برلين بسرعة كبيرة من قبل حكومة ألمانيا الشرقية في عام 1961، ولكن كان هناك في البداية العديد من وسائل الهروب التي لم تكن متوقعة. على سبيل المثال، تم إغلاق نقطة تفتيش تشارلي في البداية بواسطة بوابة فقط، وقام أحد مواطني جمهورية ألمانيا الديمقراطية ( ألمانيا الشرقية ) بتحطيم سيارة عبرها للهروب، لذلك تم نصب عمود قوي. اقترب هارب آخر من الحاجز بسيارة مكشوفة، وتم إزالة الزجاج الأمامي قبل الحدث، وانزلق تحت الحاجز. تكرر هذا بعد أسبوعين، لذلك قام الألمان الشرقيون بتخفيض الحاجز وإضافة قوائم.

### وفاة بيتر فيختر
في 17 أغسطس 1962، أصيب بيتر فيشتر ، وهو مراهق من ألمانيا الشرقية ، برصاصة في الحوض على يد حراس من ألمانيا الشرقية أثناء محاولته الهروب من برلين الشرقية. كان جسده متشابكًا في سياج من الأسلاك الشائكة بينما كان ينزف حتى الموت على مرأى ومسمع من وسائل الإعلام العالمية. ولم يكن من الممكن إنقاذه من برلين الغربية لأنه كان على بعد أمتار قليلة داخل القطاع السوفييتي. كان حرس الحدود في ألمانيا الشرقية مترددين في الاقتراب منه خوفًا من استفزاز الجنود الغربيين، الذين أطلق أحدهم النار على أحد حرس الحدود في ألمانيا الشرقية قبل أيام فقط. وبعد أكثر من ساعة، قام حراس ألمانيا الشرقية بنقل جثة فيشتر. وخرجت مظاهرة عفوية على الجانب الأمريكي من الحاجز احتجاجا على تحرك الشرق وتقاعس الغرب.
بعد أيام قليلة، ألقى حشد من الناس الحجارة على الحافلات السوفيتية التي كانت متجهة نحو النصب التذكاري للحرب السوفيتية ، الواقع في تيرجارتن في القطاع البريطاني؛ حاول السوفييت مرافقة الحافلات بناقلات جند مدرعة . بعد ذلك، لم يُسمح للسوفييت بالعبور إلا عبر معبر جسر ساندكروج (الذي كان الأقرب إلى تيرجارتن) ومُنعوا من جلب ناقلات الجنود المدرعة. وانتشرت الوحدات الغربية في منتصف الليل في أوائل سبتمبر/أيلول بأسلحة حية ومركبات من أجل فرض الحظر.